# Матабелеленд Југ
Матабелеленд Југ (енгл. Matabeleland South) је покрајина Зимбабвеа. Површина је 54.172 km² и број становника је око 650.000 (2002). Гванда је главни град покрајине.